# Euprepina aperta
Euprepina aperta är en tvåvingeart som först beskrevs av Macquart 1847.  Euprepina aperta ingår i släktet Euprepina och familjen svävflugor.
Artens utbredningsområde är Guadeloupe. Inga underarter finns listade i Catalogue of Life.